# 52-я мотострелковая дивизия
52-я мотострелковая Мелитопольская Краснознамённая дивизия — тактическое соединение Сухопутных войск Советской армии Вооружённых Сил СССР. 
Части дивизии дислоцировались в городе Нижнеудинск Иркутской области. Условное наименование — войсковая часть № 41678 (в/ч 41678). Сокращённое действительное наименование — 52 мсд.

## История
Историческим предшественником дивизии являлась 315-я стрелковая дивизия (в/ч пп № 41678), созданная на основании постановления Военного Совета Сибирского военного округа № 0035, от 25 февраля 1942 года.
После окончания Великой Отечественной войны 315-я стрелковая Мелитопольская Краснознамённая дивизия осталась в составе Отдельной Приморской армии, с 9 июля 1945 года в составе 112-го стрелкового корпуса Таврического военного округа и дислоцировалась в городе Карасубазар.
В 1946 году в результате реорганизации Таврического военного округа дивизия была переформирована в 7-ю отдельную стрелковую бригаду.
В декабре 1951 года 7-я отдельная стрелковая бригада была снова преобразована в 315-ю стрелковую дивизию, а в 1955 году ей сменили номер на 52. Также поменяли свои номера 724-й и 1328-й стрелковые полки на 91-й (в/ч пп № 05849) и 206-й (в/ч пп № 05809) соответственно, 362-й стрелковый полк (в/ч пп № 61909) остался с прежним номером. 4 апреля 1956 года дивизия вошла в состав 45-го стрелкового корпуса (с 16 мая 1957 года 45-го армейского корпуса) Одесского военного округа.
17 мая 1957 года 52-я стрелковая дивизия была переформирована в 52-ю мотострелковую дивизию (в/ч пп № 41678).
В апреле 1969 года 52-я мотострелковая дивизия сменила место своей дислокации на Нижнеудинск, а 91-й мотострелковый полк этой дивизии был оставлен в Крыму и послужил основой новой 157-й мотострелковой дивизии (в/ч 12130).
При передислокации дивизии в г. Нижнеудинск Забайкальского военного округа дивизия вошла в состав 45-го армейского корпуса 29-й армии и всё последующее время дислоцировалась в Иркутской области.
В 1981 году для усиления войск округа на базе дивизии была создана дивизия второго состава — 110-я мотострелковая дивизия (кадра) (в/ч 30736), в 1986 году убыла в город Братск Иркутской области.
В 1985 году 52-я дивизия сокращена до кадра, в 1987 году развёрнута в 52-ю дивизию сокращённого состава. В 1991 году дивизия переформирована в 169-ю отдельную мотострелковую бригаду, расформированную в 1994 году.

## Состав дивизии
В состав дивизии на период 1987—1991 гг. входили:
- управление (г. Нижнеудинск);
- 206-й мотострелковый полк, в/ч 05809 (г. Нижнеудинск);
- 362-й мотострелковый полк, в/ч 11971 (на основе полка в июле 1970 г. сформирована 91-я мотострелковая дивизия). Вместо этого полка в состав дивизии вошёл 439-й мотострелковый полк (г. Нижнеудинск);
- 459-й мотострелковый полк, в/ч 83053 (г. Нижнеудинск);
- 253-й танковый полк, в/ч 12739 (г. Нижнеудинск);
- 1012-й артиллерийский полк, в/ч 19601 (г. Нижнеудинск);
- 1056-й зенитно-артиллерийский полк (г. Нижнеудинск);
- 559-й отдельный ракетный дивизион, в/ч 15342 (г. Нижнеудинск);
- отдельный противотанковый дивизион, в/ч 44780 (г. Нижнеудинск);
- 101-й отдельный разведывательный батальон, в/ч 12352 (г. Нижнеудинск);
- 598-й отдельный инженерно-сапёрный батальон, в/ч 05917 (г. Нижнеудинск);
- 432-й отдельный батальон связи, в/ч 40341 (г. Нижнеудинск);
- отдельный ремонтно-восстановительный батальон, в/ч 54319 (г. Нижнеудинск);
- 189-й отдельный медицинский батальон, в/ч 12561 (г. Нижнеудинск);
- отдельный батальон материального обеспечения (г. Нижнеудинск);
- отдел военной контрразведки (ОВКР), в/ч 28786 (г. Нижнеудинск).

## Командиры дивизии
- Гига, Василий Антонович (30.06.1955 — 23.10.1956, полковник[7].
- Невядомский, Игорь Станиславович (23.10.1956 — 17.09.1958), полковник[8]
- Кучеренко, Илларион Иванович (05.01.1959 — 19.01.1962), полковник, с 7.05.1960 генерал-майор
- Субботин, Семён Михайлович (19.01.1962 — 10.08.1964), полковник, с 13.04.1964 генерал-майор
- Волков, Николай Платонович (10.08.1964 — 18.02.1969), полковник, с 7.05.1966 генерал-майор
- Немытин, Виктор Семёнович (18.02.1969 — 11.06.1970), полковник, с 29.04.1970 генерал-майор
- Цыганков, Александр Семёнович (10.06.1970 — ?), полковник, с 2.11.1972 генерал-майор
- Никитин, Геннадий Петрович (11.10.1977 — 26.09.1980), полковник, с 7.05.1980 генерал-майор[9]